# Marcia (Gattin des Fabius Maximus)
Marcia († nach 14 n. Chr.) war eine Cousine mütterlicherseits des Kaisers Augustus und die Gattin des Konsuls von 11 v. Chr., Paullus Fabius Maximus.

## Leben
Marcia gehörte dem altrömischen Geschlecht der Marcier an. Sie war die Tochter des Suffektkonsuls von 38 v. Chr., Lucius Marcius Philippus, und dessen Gattin Atia, der jüngeren Schwester der gleichnamigen Mutter von Augustus. Paullus Fabius Maximus war Marcias Gemahl sowie ein guter Freund des Augustus. Ihre Ehe bestand seit etwa 15 v. Chr., denn kurz vor diesem Zeitpunkt widmete der römische Dichter Horaz dem noch unverheirateten Fabius eine Ode (4, 1). Marcia gebar ihrem Gemahl um 1 n. Chr. einen Sohn, Paullus Fabius Persicus, der 34 n. Chr. das ordentliche Konsulat bekleidete, sowie möglicherweise eine Tochter namens Fabia Numantina. In der zyprischen Stadt Paphos wurde Marcia ein Denkmal errichtet. Sie war mit der dritten Gattin des Dichters Ovid eng befreundet.
Tacitus berichtet, dass Marcias Geschwätzigkeit angeblich einen tragischen Tod ihres Gatten nach sich zog, doch schenkt der römische Historiker dieser Version keineswegs uneingeschränkt Glauben. Demnach soll Augustus am Anfang des Sommers 14 n. Chr. eine geheime Reise zu seinem verbannten Enkel Agrippa Postumus auf die Insel Planasia nahe Elba unternommen haben und dabei nur von Fabius begleitet worden sein. Von diesem Besuch habe Fabius seiner Gemahlin Marcia berichtet und diese wiederum der Kaiserin Livia. Deshalb sei der Princeps ärgerlich auf Fabius gewesen, der sich darauf vielleicht das Leben genommen habe. Tacitus betont, dass die Version von Fabius’ Selbstmord umstritten war. Der Tod des Fabius trat jedenfalls kurz vor Augustus’ Ableben ein. Als Marcia am Begräbnis ihres Gatten teilnahm, habe sie sich laute Vorwürfe gemacht, an seinem Tod Schuld zu tragen. Livia schließlich soll aus Sorge um die Nachfolge ihres Sohnes Tiberius ihren Gemahl, den alten Kaiser, vergiftet haben. Die ganze Episode wird in der Forschung meist für unglaubwürdig gehalten, so etwa von Jochen Bleicken.